# Parroquia de Saint Mark (Dominica)
Saint Mark es una de las 10 parroquias de Dominica. Limita con Saint Luke al norte y Saint Patrick por el este.
Tiene un área de 5,20 km², con una población estimada 2010 de 1.840 habitantes. La capital es Soufrière.

## Localidades
- Scotts Head
- Gallion